# Stand-alone (cinema e televisione)
Stand-alone è un termine inglese che può essere tradotto letteralmente come "a sé stante", e significa quindi "indipendente". 
In ambito cinematografico e televisivo il termine è utilizzato per definire lo schema narrativo di film o episodi appartenenti rispettivamente a serie cinematografiche e televisive. Un prodotto stand-alone è caratterizzato da una trama che si dipana e si risolve in esso fino alla conclusione, senza proseguire o essere strettamente collegato, anche a livello temporale, ad altri episodi della serie.
Questo tipo di struttura è largamente impiegato nelle serie a carattere poliziesco o investigativo (soprattutto fino agli anni 1980, ma in minor misura ancora oggi), oltre che nelle sitcom. Tipici esempi di serie composte da episodi stand-alone sono Colombo, La signora in giallo, Magnum, P.I. o La casa nella prateria.